# Georg Konrad Rieger

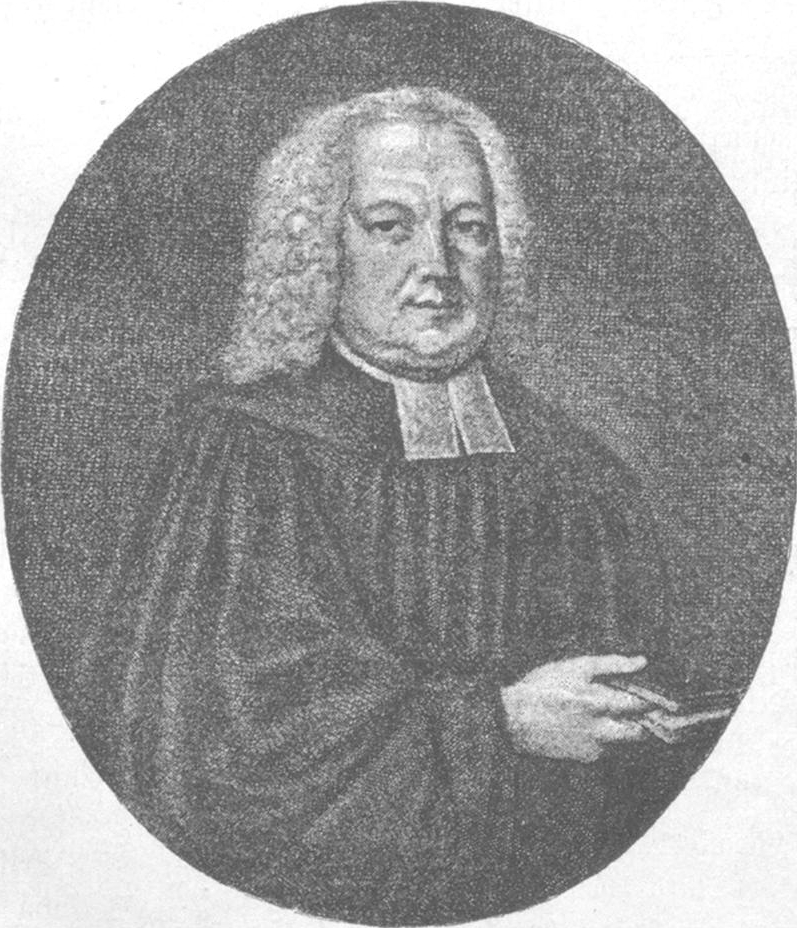
Georg Konrad Rieger

Georg Konrad Rieger (auch Georg Conrad Rieger oder Georg Cunrad Rieger; * 7. März 1687 in Cannstatt, heute Stuttgart-Bad Cannstatt; † 16. April 1743 in Stuttgart) war ein württembergischer pietistischer Geistlicher.

## Leben
Rieger war der Sohn des Weingärtners und Gerichtsverwandten Johann Michael Rieger und der Anna Rieger, geborene Jehlin. Sein Vater wollte seinem Wunsch nach einem Theologiestudium womöglich aus finanziellen Gründen zunächst nicht nachkommen, ließ sich aber letztlich überzeugen. Rieger lernte am Seminar in Blaubeuren, später in Maulbronn und Bebenhausen. Ab 1706 war er am evangelischen Stift in Tübingen, erlangte 1708 den Abschluss als Magister und konnte 1710 das theologische Examen ablegen. Ab 1713 war er Repetent in Tübingen, 1718 Diakon in Urach, unterrichtete ab 1731 am Gymnasium in Stuttgart und wurde gleichzeitig Mittwochsprediger. Eine angebliche Berufung nach Frankfurt am Main lehnte er 1733 ab und wurde Stadtpfarrer zu St. Leonhard, ab 1742 war er für ein Jahr erster Prediger an der Hospitalkirche und damit Spezialsuperintendent (Dekan) von Stuttgart. 1737/38 war er Seelsorger des zum Tod verurteilten jüdischen Financiers Joseph Süß Oppenheimer.
Rieger war seit 1718 mit der Stuttgarter Konsistorialratstochter Regina Dorothea Scheinemann (1693–1750) verheiratet, mit der er zwei Töchter und die beiden Söhne Philipp Friedrich und Karl Heinrich hatte, die ihn überleben sollten. Die Tochter Regine Dorothea Rieger (1720–1757) heiratete 1739 den Pfarrer Wilhelm Jeremias Jakob Cleß (1710–1757) in Ludwigsburg und Stuttgart, beide wurden die Großeltern des Philosophen Friedrich Wilhelm Joseph von Schelling (1775–1854).

## Werk
Rieger galt als praktisch veranlagter Prediger und wichtiger pietistischer Geistlicher in der anbrechenden Zeit des Rationalismus in Württemberg. Seine Predigten zeichnen sich durch die Verwendung von Bildern, Gleichnissen und eine lebendige Ausdrucksstärke aus. Kurze Textabschnitte legte er in acht bis zehn Predigten aus, über das Evangelium nach Matthäus sprach er etwa tausendmal, kam aber nur bis zum 19. Kapitel. Rieger galt als sehr belesen.
Seine zahlreichen Predigtbücher waren nicht nur in Württemberg verbreitet und häufig gelesen. Am bekanntesten wurde das Sammelwerk Herzens-Postille von 1742. In deren Vorrede kommt Rieger auf das genuin pietistische Anliegen der  persönlichen Glaubenserweckung zu sprechen, wenn er schreibt: „Ich suche überall Christus zugrunde zu legen, seine überschwengliche Erkenntnis […] den Seelen zu offenbaren, eine würdige Hochachtung ihres allerteuersten Heilandes zu erwecken, […] [um] die Zuhörer willig zu machen, sich zu entschließen zu einem rechtschaffenen Christentum, und ihnen die Quelle anzuweisen, aus der sie alle Kraft zu einem göttlichen Leben schöpfen können.“
Daneben verfasste er auch eine 1730 erstmals erschienene Lebensbeschreibung der Pietistin Beata Sturm, in der er ihr den Namen einer württembergischen Tabea beilegt. 1737 entstand eine Schrift über die bayrische Reformatorin Argula von Grumbach. Die Vertreibung der Salzburger Protestanten motivierte ihn zu zwei kirchengeschichtlichen Werken, in denen es unter anderem um Geschichte und Lehre der Waldenser, der Hussiten und der Böhmischen Brüder geht.

## Werke
- Die württembergische Tabea oder das merkwürdige Leben der Jungfrau Beata Sturmin, Stuttgart 1730 (neue Edition, hrsg. von Martin H. Jung, Evangelische Verlagsanstalt, Leipzig 2020, ISBN 978-3-374-06677-3)
- Belehrung von dem Ursprunge des bürgerlichen Regimentes, 1732
- Der Saltzbund Gottes mit der evangelisch-Saltzburgischen Gemeinde, St. 1–8, Stuttgart 1732–33
- Die Alte und Neue Böhmische Brüder, St. 1–24, Züllichau 1734–40
- Das Leben Argulä von Grumbach, Stuttgart 1737
- Herzens-Postille, Oder zur Fortpflanzung Des wahren Christhentums im Glauben und Leben […], Züllichau 1742 (u.ö.) (Predigtsammlung).
- Die Kraft der Gottseligkeit (Predigtsammlung), 1712–36
- Predigten über auserlesene Stellen des Evangeliums Matthäi (Predigtsammlung), 1843–1846
- Hochzeitspredigten (Predigtsammlung), 1856
- Leichenpredigten (Predigtsammlung), 1856
- Passionspredigten (Predigtsammlung)
- Die heilige Osterfeier (Predigtsammlung), 1858
- Historia architecturae civilis, 1728 (zugeschrieben)